# Ano Liosia
Ano Liosia (in greco Άνω Λιόσια?) è un ex comune della Grecia nella periferia dell'Attica (unità periferica dell'Attica Occidentale) con 26 423 abitanti secondo i dati del censimento 2001.
È stato soppresso a seguito della riforma amministrativa, detta Programma Callicrate, in vigore dal gennaio 2011 ed è ora compreso nel comune di Fyli.